# Theo Gille
Theo Gille (* 7. April 1918 in Osterwieck; † 5. November 2011) war ein deutscher Heimatforscher.

## Leben
Gille wurde als jüngstes von fünf Kindern des Heimatdichters und Chronisten Fritz Gille geboren. Nach Abschluss der Schule absolvierte er von 1934 bis 1937 eine Lehre zum Verlagsbuchhändler in der Firma Zickfeldt. Er arbeitete jedoch nur kurz in dem Beruf, da er 1939 zum Militär eingezogen wurde und als Nachrichtensoldat im Zweiten Weltkrieg diente. Er wurde in Frankreich und in Russland eingesetzt und geriet in Kriegsgefangenschaft, aus der er schwer erkrankt Ende 1948 entlassen wurde. Nachdem er gesundet war, nahm er 1949 eine Stelle im Gleitlagerwerk Osterwieck an. Er blieb bis zum Renteneintritt im Jahr 1983 im Werk tätig, zuletzt als Fachdirektor für Absatz. Seit 1954 lebte er mit seiner Frau Ingeborg in der Neukirchenstraße in Osterwieck.
1958 gehörte er zu den Gründungsmitgliedern der Arbeitsgemeinschaft der Osterwiecker Ortschronisten. Er übernahm 1959 die Leitung der Gruppe, die er bis 2008 innehatte. Er gehörte dem Bauausschuss Osterwiecks an und engagierte sich für den Erhalt der historischen Bausubstanz der Fachwerkstadt.
Er verfasste 50 Bände der Ortschronik und übersetzte das Osterwiecker Stadtbuch von 1353 aus dem Mittelniederdeutschen. 2008 gab er die Prozessakte des Verfahrens gegen Brandt Schmalian aus dem Jahr 1614 heraus. Gille verfasste mehrere Veröffentlichungen zu Osterwieck.

## Auszeichnungen
1993 wurde er zu seinem 75. Geburtstag zum Ehrenbürger Osterwiecks ernannt. Im Jahr 2006 wurde ihm die Ehrennadel des Landes Sachsen-Anhalt verliehen.

## Werke (Auswahl)
- Osterwieck am Harz, 1990, ISBN 3-89057-010-0